# Мельник Галина Юріївна
Гали́на Ю́ріївна Ме́льник (25 лютого 1994) — українська каратистка і тренерка з карате, майстер спорту України міжнародного класу.

## Життєпис
Закінчила Львівський державний університет фізичної культури імені Івана Боберського. Тренерка та діюча спортсменка клубу карате «Арей» (Львів).
Чемпіонка Європи з карате 2019 року в Гвадалахарі (Іспанія) у командному куміте серед жінок.
На II Європейських іграх 2019 року в Мінську (Білорусь) дісталася півфіналу, де поступилася колишній українці, а нині представниці Азербайджану Ірині Зарецькій.

## Нагороди
- Медаль «За працю і звитягу» (15.07.2019) — «за значний особистий внесок у підготовку спортсменів міжнародного класу, забезпечення високих спортивних результатів національною збірною командою України на II Європейських іграх 2019 року»[2].